# Michael Butterworth (Schriftsteller, 1947)
Michael Butterworth (geboren am 24. April 1947 in Manchester) ist ein britischer Science-Fiction- und Horror-Autor und Verleger.

## Leben
Butterworth veröffentlichte seine erste SF-Kurzgeschichte Girl 1966 in dem SF-Magazin New Worlds, bis Mitte der 1980er folgten etwa ein Dutzend weiterer Beiträge in dieser Zeitschrift. Von 1971 bis 1974 gab Butterworth ein unregelmäßig erscheinendes Underground-Magazin heraus, zunächst unter dem Titel Corridor, dann ab 1975 als Wordworks. 2010 erschien eine achte und bislang letzte Ausgabe als Corridor 8.
1976 gründete Butterworth zusammen mit David Britton den Verlag Savoy Books, dessen Publikationen vielfach Gegenstand polizeilicher Beschlagnahme und gerichtlicher Verfahren waren.
Zusammen mit David Britton gab er zwei Anthologien heraus und schrieb am ersten Roman der Lord-Horror-Reihe mit, der 1989 unmittelbar nach Erscheinen beschlagnahmt und 1991 aufgrund des britischen Obscene Publications Act gerichtlich verboten wurde. 1992 gelang es Butterworth, das Urteil gegen den ersten Band erfolgreich anzufechten. Er war auch Herausgeber der folgenden Lord-Horror-Bücher.
1976 erschien als erster Band einer Hawklord-Reihe The Time of the Hawklords, gefolgt von Queens of Deliria (1977). Bei beiden Romanen erscheint Michael Moorcock als Ko-Autor, obwohl er nach dessen Aussage am ersten Band nur minimal und am zweiten gar nicht beteiligt war. Gegenstand der Reihe ist die tatsächlich existierende Rockgruppe Hawkwind und ein fiktives Instrument, das allen Schmerz und alle Furcht lindern kann.
1977 verfasste Butterworth eine Reihe von Romanfassungen zu Episoden von Staffel 2 der britischen Science-Fiction-Fernsehserie Mondbasis Alpha 1.

## Bibliografie
Time of the Hawklords (Romane)
- 1 The Time of the Hawklords (1976; mit Michael Moorcock)
- 2 Queens of Deliria (1977)

Space 1999 – Space 1999 Year 2 (Romane)
- 1 Planets of Peril (1977)
  - Deutsch: Alpha 1 – Station der Verlorenen. Übersetzt von Ingrid Rothmann. Bastei Lübbe (Mondstation 1999 #25001), 1977, ISBN 3-404-00752-2. Auch als: Station der Verlorenen. In: Hans Wolf Sommer (als H. W. Springer) (Hrsg.): Mondstation 1999 – Band 1. Apex-Science-Fiction-Klassiker #56, 2019, ISBN 978-3-7487-2049-2 (E-Book).
- 2 Space: 1999: Mind-Breaks of Space (1977; mit J. Jeff Jones)
  - Deutsch: Die unheimliche Kraft. Übersetzt von Leni Sobez. Bastei Lübbe (Mondstation 1999 #25002), 1977, ISBN 3-404-00769-7.
- 3 The Space-Jackers (1977)
  - Deutsch: Der Doppelgänger. Übersetzt von Ingrid Rothmann. Bastei Lübbe (Mondstation 1999 #25003), 1977, ISBN 3-404-00780-8.
- 4 Space: 1999:Year 2: #4 The Psychomorph (1977)
  - Deutsch: Der Weltenfresser. Übersetzt von Leni Sobez. Bastei Lübbe (Mondstation 1999 #25004), 1977, ISBN 3-404-00800-6.
- 5 Space: 1999:Year 2: #5 The Time Fighters (1977)
  - Deutsch: Die Zeit-Attacke. Übersetzt von Leni Sobez. Bastei Lübbe (Mondstation 1999 #25005), 1978, ISBN 3-404-00807-3.
- 6 Space: 1999:Year 2: #6 The Edge of the Infinite (1977)
  - Deutsch: Kampf um die Zukunft. Übersetzt von Leni Sobez. Bastei Lübbe (Mondstation 1999 #25006), 1978, ISBN 3-404-00899-5.

Kurzgeschichten
1966:
- Girl (in: New Worlds SF, May 1966)
- The Steel Corkscrew (in: New Worlds SF, October 1966)

1967:
- Concentrate 1 (in: New Worlds Speculative Fiction, #174 August 1967)
- The Baked Bean Factory (in: New Worlds Speculative Fiction, #176 October 1967)

1968:
- Concentrate 2 (in: New Worlds, #181 April 1968)
  - Deutsch: Stick. Übersetzt von Frank Rainer Scheck, Rolf Eckart John und Ursula Clemeur. In: Frank Rainer Scheck (Hrsg.): Koitus 80. Kiepenheuer & Witsch, 1970.

1969:
- Circularisation of Condensed Conventional Straight-Line Word-Image Structures (in: New Worlds,#192 July 1969)
- Postatomic (1969, in: Langdon Jones (Hrsg.): The New S.F.: An original anthology of modern speculative fiction)
  - Deutsch: Postatomar. Übersetzt von Thomas Schlück. In: Langdon Jones (Hrsg.): Neue SF: Band 1. Fischer Taschenbuch (Fischer Orbit #31), 1973, ISBN 3-436-01768-X.

1970:
- Concentrate 3 (in: New Worlds, #197 January 1970)
- 6B 4C DD1 22 (in: New Worlds, #198 February 1970)
  - Deutsch: 6B 4C DD1 22. Übersetzt von Joachim Körber. In: Joachim Körber (Hrsg.): Neue Welten. Sphinx (Edition 23), 1983, ISBN 3-85914-410-3.
- The Terminal (in: New Worlds, #199 March 1970)

1972:
- Absurd and Phantastic (in: Corridor #3, May-June 1972)

1973:
- Disintegration (1973, in: Michael Moorcock und Charles Platt (Hrsg.): New Worlds 6)

1975:
- The Harme-Oats Effect (in: Science Fiction Monthly, February 1975; mit J. Jeff Jones)

1976:
- Christmas Story (1976, in: Hilary Bailey (Hrsg.): New Worlds 10)

1978:
- The Pub That Exploded (1978, in: David Britton und Michael Butterworth: The Savoy Book)

1979:
- Outline One (in: New Worlds, #216 September 1979)

1982:
- A Hurricane in a Night Jar (1982)
  - Deutsch: Ein Hurrikan im Nachttopf. Übersetzt von Horst Pukallus. In: Wolfgang Jeschke (Hrsg.): Johann Sebastian Bach Memorial Barbecue. Heyne SF&F #4697, 1990, ISBN 3-453-04279-4.

Anthologien
- The Savoy Book (1978; mit David Britton)
- Savoy Dreams (1984; mit David Britton)